# Sit dwudzielny
Sit dwudzielny (Juncus bufonius L.) – gatunek drobnokępowej rośliny rocznej. Gatunek kosmopolityczny, tam gdzie nie dotarł naturalnie (Hawaje, Nowa Zelandia) został zawleczony przez człowieka. W Polsce gatunek pospolity, w miejscach wilgotnych od niżu po niższe położenia górskie. 

## Morfologia

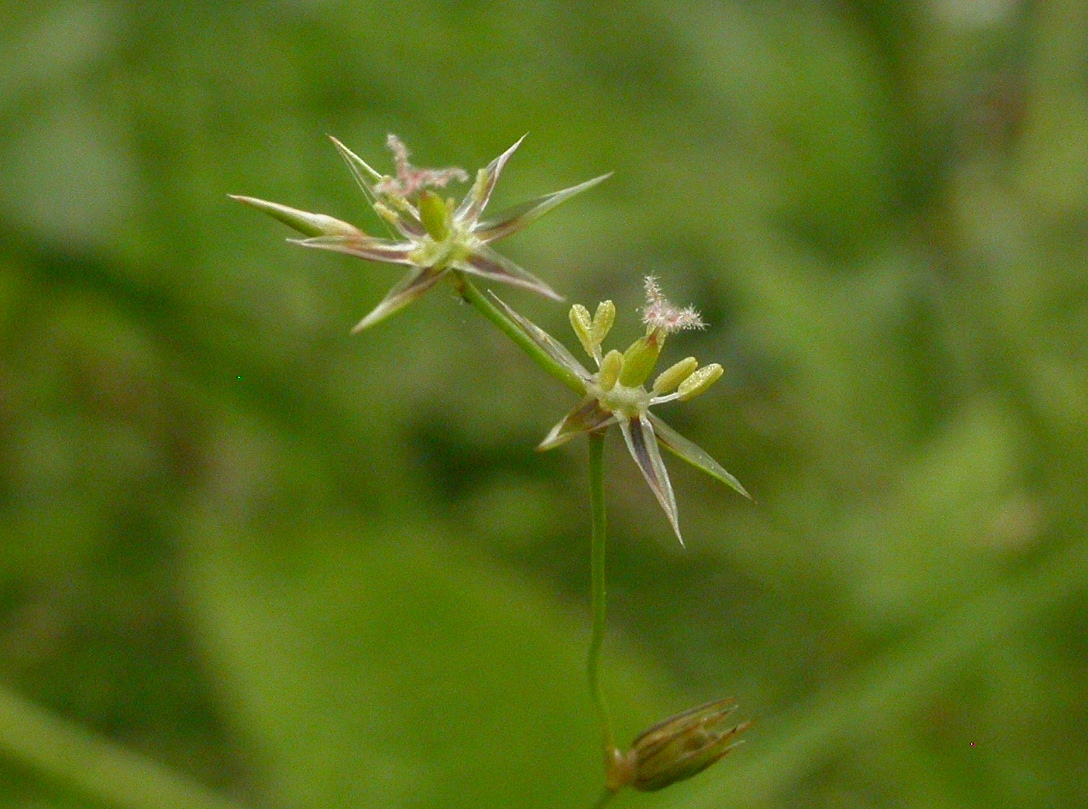
Kwiaty

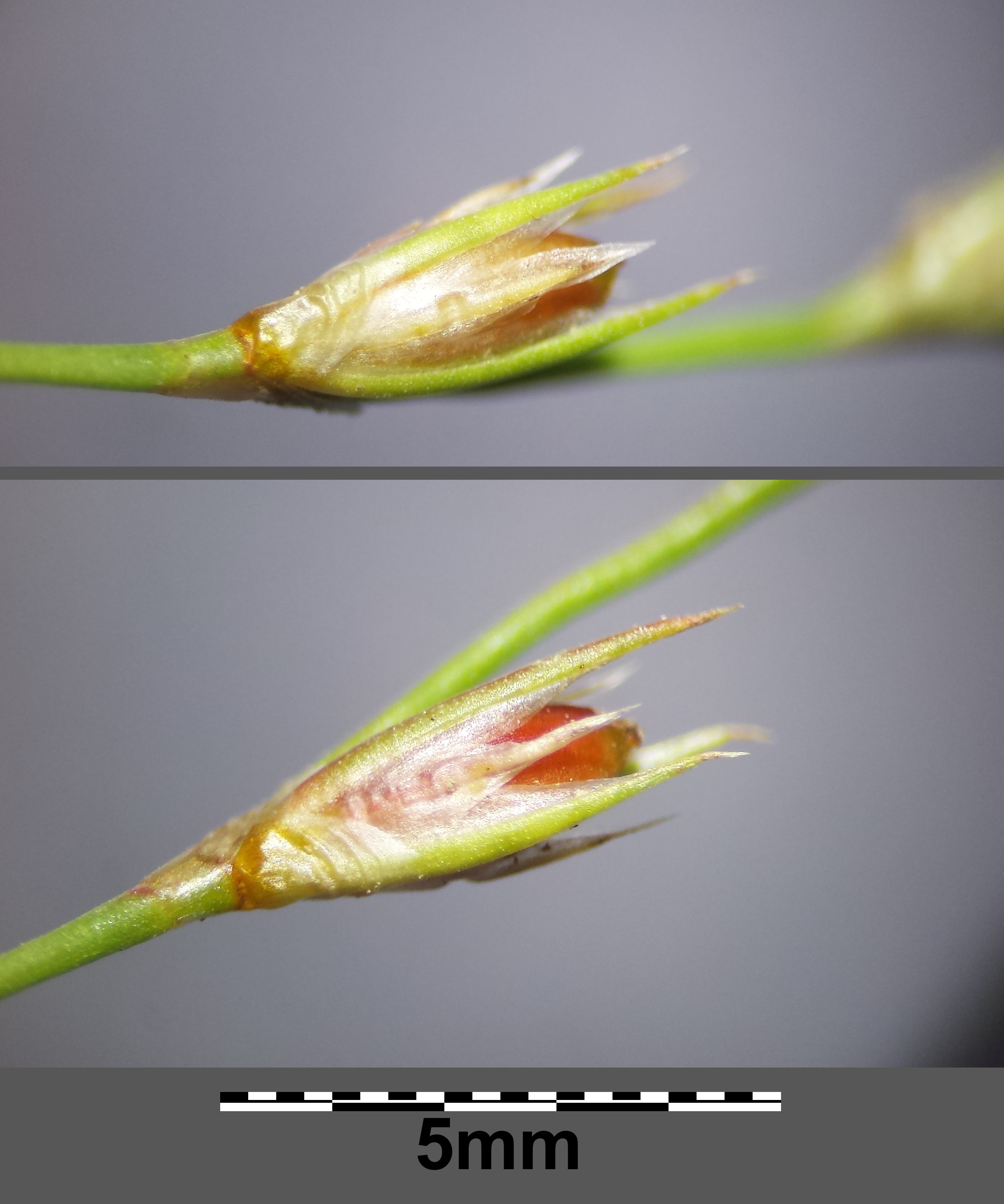
Owoce

PokrójRoślina kępkowa, ma liczne łodygi osiągające od kilku do ok. 20, rzadko 30, czy nawet 50 cm wysokości. Łodygi są prosto wzniesione lub podnoszące się, u nasady są często czerwonobrązowe.
LiścieSzczeciniaste, od 3 do 13 cm długości, płaskie, ale o szerokości ok. 1 mm. Liście mają pochwy u dołu często nieco rozszerzone, na brzegach obłonione, bez uszek lub ze szczątkowymi uszkami.
KwiatostanZwykle luźny, dłuższy od podsadki, zazwyczaj osiągający długość równą co najmniej połowie wysokości rośliny. Kwiaty mają lancetowate listki okwiatu o długości zwykle od ok. 4 do 7 mm, przy czym listki wewnętrznego okółka okwiatu są nieco krótsze od zewnętrznych. Listki te mają zielony grzbiet i białawe obłonienie na brzegu, wewnętrzne listki są często całe obłonione. Wierzchołek listków okwiatu jest ostry. 6 pręcików ma długość ok. połowy długości okwiatu. Szyjki słupka brak, trzy wyprostowane znamiona osiągają ok. 0,5 mm długości.
OwoceTorebki wydłużone, elipsoidalne, ok. 3–4 mm długości i 1–1,5 mm szerokości, barwy brązowawej lub czerwonawej, trójkomorowe. Zawierają żółtawe i elipsoidalne nasiona o długości do 0,5 mm.

## Biologia i ekologia
Okres kwitnienia i owocowania trwa od wiosny do wczesnej jesieni. Siedliskiem gatunku są wilgotne brzegi wód, leśne drogi, podmokłe pola.